# 蚊とハエのいない生活実践運動
蚊とハエのいない生活実践運動（かとハエのいないせいかつじっせんうんどう）は、昭和30年代に東京都の生活環境の整備の遅れから都市問題となっていたハエと蚊を撃退し、衛生的な生活環境を獲得するため、おきた都民運動である。はじまりは千代田区神田の町内活動がきっかけとなり広がったといわれ、全国的な市民生活改善運動へと発展した。

## 概要
地区衛生に関する活動は、明治30年に伝染病予防法が制定されると地域で活発に行われた。特に昭和のころに町内会が発足するとより地域が集団化されその活動は強化された。近所で毒団子を作ったり、ネズミ捕り機を用いて、衛生週間を設け、地区衛生活動に努めた。特に著名な公衆衛生活動が「ハエと蚊をなくす生活実践運動」で、東京都の町内活動から発生し、都民活動となり、さらに全国的に展開された。

## 関連楽曲
- 「蚊とハエのいない生活の歌」（昭和32年（1957年）発表）
  - 作詞：草野心平、作曲：石井歓[1]
  - 日本環境衛生協会（日本環境衛生センターの前身）が製作[1]。
  - 日本マーキュリーが袴田宗孝の編曲、荒井恵子の歌によるレコード（規格品番：M2166/X4443）を製造した。B面には日本マーキュリーオーケストラの演奏によるインストゥルメンタル版の「蚊とハエのいない生活の歌（軽音楽）」（規格品番：M2166/X4455）が収録されていた。
  - 石井漠による振付も制作された[1]。